# Klaas Nierop
Klaas Nierop (Andijk, 21 april 1894 – aldaar, 29 januari 1995) was een Nederlands politicus van de ARP.
Hij werd geboren als zoon van Klaas Nierop (1860-1941) en Elisabeth Zwier (1860-1941). Toen hij in 1916 met Neeltje Lieuwen (1893-1974) trouwde was hij landbouwer maar hij is ook langdurig betrokken geweest bij de lokale politiek. Hij was 27 jaar gemeenteraadslid en was vanaf 1953 wethouder. Bij de gemeenteraadsverkiezingen van 1966 had hij zich vanwege zijn hoge leeftijd (72 jaar) niet meer verkiesbaar gesteld voor een nieuwe termijn van vier jaar. De Andijkse burgemeester IJ.H. de Zeeuw was in juni 1966 ontslagen in verband met diens benoeming tot burgemeester van Enkhuizen en sindsdien nam Nierop als loco-burgemeester diens functie waar. In de nieuwe gemeenteraad vanaf 6 september 1966 kon Nierop niet terugkeren en hij kon dus ook geen loco-burgemeester blijven. Daarop werd besloten hem met ingang van die datum tot waarnemend burgemeester van Andijk te benoemen tot er een opvolger was. Met ingang van 16 september 1966 werd J.F.G. Knorr benoemd tot burgemeester van Andijk zodat Nierop maar tien dagen waarnemend burgemeester zou blijven. Hij overleed in 1995 op 100-jarige leeftijd.